# بتيولين
البتيولين (lup-20(29)-ene-3β,28-diol) (بالإنجليزية: Betulin )‏ هو عبارة عن تربين ثلاثي متوفر بصورة طبيعية ، حيث يتم عزله عادة من لحاء أشجار البتيولا «التامول» ، فهو يشكل ما يصل إلى 30 % من الوزن الجاف للمستخلص . ويعتبر الهدف من وجود هذا المركب في اللحاء غير معلوم . ويمكن أن يتم تحويله إلى حمض البتيولينيك (حيث يتم استبدال مجموعة الكحول بمجموعة حمض الكربوكسيليك) فهذا الحمض يكون أكثر نشاطاً من الناحية البيولوجية عن البتيولين نفسه.

## كيمياء البتيولين
كيميائياً ، يعتبر البتيولين هو التيربينويد الثلاثي لهيكل لوبان . فهو عبارة عن مركب حلقي خماسي حيث تتواجد مجموعات الهيدروكسيل في المواضع C3 و C28 .

## نشاطاته البيولوجية
يحتوي فطر Inonotus obliquus على البتيولين . 

أظهرت الدراسات المعملية الحديثة أن شجرة الألدر الأحمر «جار الماء» (Alnus rubra) تحتوي على البتيولين واللوبيول ، وهي عبارة عن مركبات أثبتت فعاليتها ضد مجموعة متنوعة من الأورام . وقد استخدم الأمريكيون الأصليون لحاء شجرة الألدر الأحمر لعلاج البلوط "السنديان" ، لدغات الحشرات ، وتهيجات الجلد . وتستخدم قبائل الهنود الحمر طريقة حقن وريدية مصنوعة من لحاء شجر الألدر الأحمر لعلاج الاضطرابات الليمفاوية ومرض السل .

## الأدبيات
- Franziska B. Mullauer, Jan H. Kessler, Jan Paul Medema Betulin Is a Potent Anti-Tumor Agent that Is Enhanced by Cholesterol نسخة محفوظة 24 أبريل 2012 على موقع واي باك مشين., 2009